# Seeley Booth
Pour les articles homonymes, voir Booth.
Seeley Joseph Booth est un personnage fictif de la série télévisée Bones (dérivée de la série de romans de Kathy Reichs), interprété par David Boreanaz.

## Biographie

### Professionnelle
Seeley Booth (Seeley Joseph Booth de son vrai nom) est un agent spécial du FBI, ancien sniper du 75e régiment de rangers. Il travaille en partenariat avec le docteur Temperance Brennan, anthropologue judiciaire à l'institut Jefferson à Washington, et qu'il surnomme « Bones ».
Son approche dans une affaire est plus « instinctive » que celle des « fouines » (autrement dit, les scientifiques), ce qui exaspère Brennan qui préfère se baser exclusivement sur les éléments prouvés scientifiquement. On apprend dans la saison 8 qu'il enseignait la danse de salon lorsqu'il était à la fac.

### Personnelle
Seeley Booth est originaire de Philadelphie. Il est catholique pratiquant. Il a été enfant de chœur, d'où le fait qu'il comprenne un peu de latin. Son père était pilote de chasse pendant la guerre du Viêt Nam et sa mère était danseuse, elle lui a appris à danser. On apprend aussi qu'il est un grand fan des Flyers de Philadelphie comme l'acteur qui l'interprète David Boreanaz[réf. nécessaire].
Alors qu'il débute en tant qu'agent spécial du FBI, sa petite amie, Rebecca (Jessica Capshaw), tombe enceinte. Il la demande en mariage mais elle refuse. Parker naît en 2002, Booth partage la garde de son fils.
Au cours de la saison 2 (épisode 8), nous apprenons qu'il avait été un joueur compulsif : en effet le premier soir où il joue, il arrive avec 35 $ et repart avec 10 000 $. Le lendemain il perd tout plus grille sa carte de crédit.
Il a été le petit ami de Camille Saroyan, alors qu'elle travaillait à la police de New York. Il la retrouve lorsqu'elle est embauchée en tant que médecin légiste, chef de l'équipe d'investigation à laquelle appartient le Docteur Brennan. Ils se revoient un certain temps, mais Booth décide de rompre à nouveau lorsqu'une affaire particulièrement délicate met la vie de Camille en danger. Cependant, ils restent très bons amis.
Au cours de la saison 6, il entretient une relation amoureuse avec la reporter Hannah Burley (interprétée par Katheryn Winnick) qu'il a rencontrée en Afghanistan. Au bout de treize épisodes, ils finissent par rompre après qu'elle refuse la demande en mariage de Booth, car elle « ne croit pas au mariage ».
Son petit frère Jared, (interprété par Brendan Fehr) qui travaille au Pentagone, commence à montrer des signes d'alcoolisme, ce qui inquiète Booth car leur père était lui-même alcoolique, mais également violent. Jared n'en a pas de souvenirs car c'est Seeley qui prenait les coups pour lui. Son grand-père paternel a chassé son fils du domicile et c'est lui qui a finalement élevé les deux frères.
Plus tard, on apprendra qu'il est le descendant de John Wilkes Booth, un partisan sudiste connu pour être l'assassin du seizième président des États-Unis d'Amérique Abraham Lincoln (ce dont il n'est pas fier et qu'il évite, en tant qu'agent gouvernemental aux convictions patriotiques, d'ébruiter à cause de préjugés tenaces). Il fut élevé par son grand-père Hank Booth (interprété par Ralph Waite), un ancien militaire.
Il est amoureux de "Bones" mais il n'a jamais osé faire le premier pas. La tension sexuelle est présente depuis leur première rencontre, mais après un baiser, une dispute et une séparation d'un an, ils décident tacitement de ne rester que collègues ou « partenaires. » Ils deviennent très proches, meilleurs amis et confidents en quatre ans. Durant la saison 5, après être tombé dans le coma, il se rend compte qu'il est vraiment amoureux de Brennan et Sweets le pousse à tenter sa chance avec Brennan. Cependant, elle prend peur et refuse d'entamer une relation, se disant incapable de l'aimer, elle préfère privilégier leur collaboration. 
Dans la saison 6, ils passent une nuit ensemble, ce qui aura pour conséquence une grossesse inattendue. 
Dans la saison 7, le docteur Brennan est dans le troisième trimestre de sa grossesse et Booth et elle décident de s'installer ensemble. Ils vivent leur amour au grand jour, bien que leur relation reste la même qu'au tout début - ils s'appellent toujours Booth / Bones. 
Il va l'aider a accoucher dans une grange et ils vont prénommer leur fille Christine Angela (en l'honneur de la mère de Brennan et de sa meilleure amie).
Dans la saison 8, la mère de Booth revient pour lui annoncer qu'elle va se marier, Booth va au mariage avec Bones et elle attrape le bouquet. L'épisode d'après, il veut que ce soit Brennan qui le demande en mariage, elle le fera, il dira oui. Mais à la fin de l'épisode, Pelant (criminel qui réussit à masquer ses crimes en accusant d'autres personnes à sa place et en utilisant l'informatique sans que personne puisse prouver que c'est lui qui les a tués) met un ultimatum à Booth en lui disant que s'il épouse le Dr Brennan, il tuera d'autres personnes et il le fera accuser de ses crimes. Alors Booth renonce au mariage ce qui rend Bones très triste.
Dans la saison 9, après qu'ils ont attrapé Pelant, Booth demande à Brennan de l'épouser. Ils finissent par se marier.
Dans la saison 10, il assiste impuissant à la mort de Sweets qui laisse derrière lui une compagne enceinte. Selon les vœux du docteur, son fils est appelé Seeley et Booth en devient le parrain. Bones lui apprend qu'elle est enceinte. Dans cette même saison, Booth va faire un séjour en prison après avoir été piégé par un fonctionnaire du gouvernement. À la fin de la saison, il décide de quitter son poste au FBI.
Dans la saison 11, on apprend qu'ils ont eu un petit garçon nommé Hank (en hommage au grand-père de Booth). Booth travaille en tant que formateur pour les nouvelles recrues du FBI, quant à Brennan elle se consacre à ses deux enfants et à sa carrière d'écrivain. Le FBI retrouvera un corps brûlé dans une camionnette, les premiers indices indiquent qu'il s'agit de Booth, mais en réalité c'est son frère Jared, qu'il a lui-même fait brûler sous la contrainte des partenaires de crimes de son frère qui le retiennent prisonniers. Après ça, il reprendra son poste au FBI en collaboration avec l'agent Aubrey.